# عبد العزيز بن عبد الله بن حارب الحبسي
عبد العزيز بن عبد الله بن حارب الحبسي (11 يناير 1986 بكراتشي في باكستان - ) هو لاعب كرة قدم باكستاني في مركز الوسط. شارك مع منتخب باكستان لكرة القدم. أما مع النوادي، فقد لعب مع National Bank of Pakistan FC ‏.

## روابط خارجية
- عبد العزيز بن عبد الله بن حارب الحبسي على موقع قاعدة بيانات كرة القدم.إي يو (الإنجليزية)
- عبد العزيز بن عبد الله بن حارب الحبسي على موقع ناشيونال فوتبول تيمز (الإنجليزية)
- عبد العزيز بن عبد الله بن حارب الحبسي على موقع Soccerway.com (الإنجليزية)
- عبد العزيز بن عبد الله بن حارب الحبسي على موقع GSA (الإنجليزية)